# Воскеат (Арагацотнская область)
Воскеа́т (арм. Ոսկեհատ) — село на юге Арагацотнской области, Армения. Село расположено в 11 км к юго-западу от города Аштарака. В 2 км к востоку от села расположено село Воскеваз, в 3 км к югу село Лернамерц соседнего марза (области) Армавир, с запада расположена вершина, высотой в 1195,3 м, а в 4 км к северу расположено село Агарак. В селе имеются развалины церкви XIV века.

## Население
По данным «Кавказского календаря» на 1912 год в селе Патриндж Эчмиадзинского уезда Эриванской губернии проживало 539 человек, в основном азербайджанцев, указанных как «татары».

## Выдающиеся уроженцы
- Андраник Размикович Мелоя́н (20 февраля 1961) — армянский военный деятель.
- Саргисян Гарегин[4]